# Christine Eyene
Pour les articles homonymes, voir Eyene.
Christine Eyene, née en 1970 à Paris, est une critique d’art, une historienne d’art et une commissaire d’exposition camerounaise.

## Biographie
Née en 1970 à Paris, Christine Eyene étudie l'histoire de l'art dans cette ville, à l'université Panthéon-Sorbonne. Elle obtient un Diplôme d'études approfondies (DEA), en 1999, sous la direction de Philippe Dagen.  Elle poursuit ensuite des recherches sur l'art contemporain sud-africain avec, comme sujet  principal, l'histoire des artistes exilés pendant l'apartheid, et leurs échanges culturels avec la diaspora noire en France et en Angleterre. Elle s'intéresse notamment au peintre Ernest Mancoba et Gerard Sekoto. Ses autres sujets de recherche incluent également des thèmes tels que la représentation du corps, le genre dans l'art, et la culture urbaine. 
En 2000, elle travaille pour l'Institut français de Rabat, avec le conservateur Nadine Descendre. En 2002, elle devient également une des journalistes de la revue Africultures, intervenant dans le domaine des arts plastiques. En 2010, elle entame une carrière de commissaire d’exposition indépendante, marchant ainsi sur les traces d’autres critiques d’art, comme Simon Njami, et d’Okwui Enwezor, qui ont contribué à une dynamique sur l’art contemporain et à une mise en avant des créateurs de ce continent africain. Elle intervient pour diverses institutions, notamment comme commissaire d’exposition sur l'exposition FOCUS - Contemporary Art Africa à Bâle, sur la sélection africaines de photographes de Photoquai, à Paris  en 2011, et, avec d’autres commissaires, pour la biennale de Dakar en 2012. Cette même année 2012, elle intervient à Londres, cette fois, pour la Roma-Sinti-Kale-Manush exhibition.
En 2012, elle rejoint l'équipe Making Histories Visible, un projet de recherche artistique du Centre d'Art Contemporain de l'université du Lancashire central (UCLan) avec pour mission de mener des projets curatoriaux novateurs, en collaboration avec des musées et  des artistes contemporains.
En 2016, elle cofonde avec Landry Mbassi le festival YaPhoto, la quinzaine de photographie de Yaoundé.